# Panainos
Panainos (en grec ancien : Πάναινος) est un peintre grec du Ve siècle av. J.-C., contemporain de Polygnote, Micon et Pauson. Aucune de ses peintures n'a été conservée.

## Histoire
Frère de Phidias — Strabon est le seul à mentionner qu'il est son neveu — il a travaillé à Olympie, aidant le sculpteur à décorer la statue chryséléphantine de Zeus à Olympie, peignant les côtés en marbre du support placé sous les pieds et le trône du dieu. Il est également l'auteur d'une peinture représentant l'exploit de Marathon ornant une galerie de la Pécile d'Athènes.

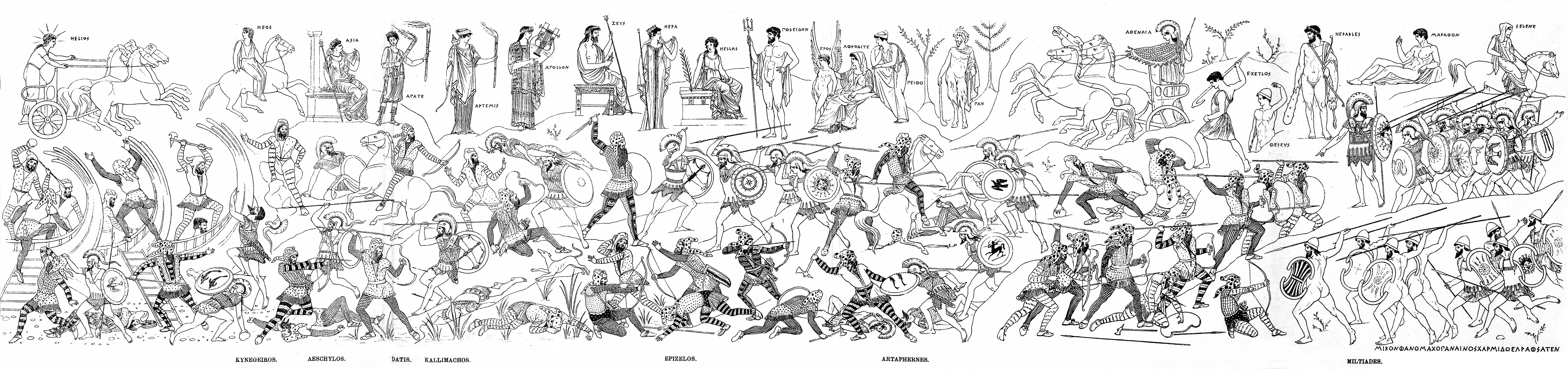
Reconstitution de Carl Robert (1894) du tableau de Panainos représentant la bataille de Marathon à la Stoa Poikilè.